# 香港道路
香港道路網絡是全世界上道路交通密度較高的地區之一，覆蓋了全港十八區，使駕駛者能輕易到達目的地。根據地政總署的記錄，已刊憲命名、年代太久遠而沒有刊憲命名的公共街道，再加上沒有刊憲命名的私家街道，香港共有逾四千條街道。根據香港政府路政署2024年第四季度統計，車輛登記數在80萬輛左右，全港道路的長度有2,128公里。當中香港島佔444公里，九龍佔477公里，新界佔1,207公里，道路網內設有19條主要行車隧道、1,369條行車天橋和橋樑，以及1,458條行人天橋和行人隧道。香港道路主要由街道、橋樑及隧道等組成10條主要幹線連接香港各地。香港最長的橋樑為青馬大橋（主跨距長1,377米）和斜拉式設計的汀九橋（兩主跨距總長923米）。
香港地少人多，加上經濟活動集中在市區，建築物的發展密度相當高，致使交通流量不斷增加。政府於是對車輛數量作出限制，在不少路段實施單向行車，管制泊車、停車的地點，並鼓勵市民使用公共交通工具而減少使用私家車。另一方面，政府亦積極興建幹道、改善交通設施以疏導繁忙時間擠塞的交通，而當局亦正就引入電子道路收費系統諮詢公眾，期望該措施能大大減輕繁忙地區的擠塞情況。
而香港道路通行方向沿襲英國的靠左行駛，與澳門相同，和中國內地及台灣相反。香港近80萬架註冊車輛中有近70%是私家車，每公里道路有約311架車輛行走。除位於深圳灣口岸內的道路和港珠澳大橋以右上左落遵循內地外，道路都採用左上右落行駛方向。
香港也要面對交通擠塞、舊區道路設計過時和汽車流量過大等問題。

## 命名
香港街道的名稱千變萬化，早期街道以英國殖民地時期香港總督或官員的名字譯音命名，有些則以該區的特色設計名稱；街道名字多少反映了時代變遷和市民的生活習慣。

### 準則
香港街道的命名權，在於地政總署署長，再根據香港法例轉授予地政總署助理署長（測繪事務）。根據地政總署指引，街道命名有以下的準則：
- 考慮市民的慣用語名稱
- 參考地方名稱或其特徵，如新的街道屬現有街道的伸延部分，一般會採用同一名稱
- 考慮字面含義、語音效果、與附近街道的名稱是否協調
- 與現有街道名稱有否重複或相當近似
- 避免採用具爭議及與環境不合相符的名稱
- 姓名、機構或組織的名稱一般都不會被採用

除非有關街道的英文音譯名稱過於冗長和累贅，或街道是以某地或物命名，而該地或物已有英文名稱，否則街道的英文名稱一般是以其中文名稱作音譯而非意譯。至於公路、路或街等街道類別的稱號，以及南、北等方向指示的字尾，則會採用意譯。任何機構或政府部門，以至市民均可以就公眾街道的命名向地政總署作出提議。例如早前立法會秘書處通知議員可以就立法會新大樓附近的一條路改名提出建議，公民黨議員余若薇就提議命名做「廷芳道」。這些新街名的提議最後均會交給地政總署。

### 步驟
1. 地政總署轄下的測繪處接到香港特別行政區政府部門或公眾建議就街道命名的要求後，會首先實地視察，並將有關建議名稱核對測繪處及香港郵政的數據庫，避免出現街名重複或過於相近的情况，並準備憲報草圖
2. 測繪處會徵詢有關政府部門（如法定語文事務部、差餉物業估價署、香港郵政和路政署等）的意見，以及透過香港區議會和民政事務處諮詢地區意見
3. 任何人士如反對該街道名稱建議，可以書面向地政總署署長提出，由署方衡量是否接納。而被接納的街道名稱，會由地政總署根據香港法例第132章《公眾衛生及市政條例》第XA部「街道名稱」第111C條「宣布街道名稱」在香港政府憲報刊登公告。公告及有關的街道圖則亦會張貼於香港中央圖書館、地政總署測繪處總部及有關分區測量處
4. 路政署、民政事務總署或私家街道的業權人等，會在名稱刊憲後安排竪立路牌[7]

## 道路種類
香港道路大致上可以分為公路、橋樑、隧道及街道。名稱後會冠以公路、走廊、幹線、路、大道、繞道、道、街、徑、里、巷、圍、坊、廣場、臺、海旁、交匯處、橋、隧道等用作識別。

### 公路
香港的公路，不少為高速公路，公式名稱為快速公路。駕駛者可透過使用公路，避開區內的繁忙的街道，更快更直接地連接到其他區份。快速公路是為容許大量汽車使用而設計的多線分隔道路。而多條的快速公路及連接路，再組成9條主要的幹線，連接新界至九龍及香港島。
香港首條現代化快速公路是屯門公路，於1978年局部通車，1983年全面通車，而首條標準快速公路則是於1985年通車的吐露港公路。在香港，快速公路行車線闊度為3.65米，可是在2008年重建前的屯門公路，行車線闊度只有3.3至3.5米，因此嚴格來說它並非標準快速公路。
香港政府對快速公路有嚴格定義，根據香港《道路交通條例》刊登在《香港憲報》的道路才算是快速公路，亦在《道路交通(快速公路)規例》規範使用車輛類別（如不准單車使用）、駕車者駕駛模式（如超車、停車、最右線的行車限制等）等。快速公路的入口和出口亦設有交通標誌標示。一些位於市區的高速公路如龍翔道、東九龍走廊和西九龍走廊都不是快速公路。
不屬快速公路的公路則比較低級，多數是早期興建的，現時主要位於新界的鄉郊地帶，是鄉郊居民進出的主要途徑。這些公路多數只有雙線作雙程行車，速度限制多數跟一般道路沒有分別，少數則達每小時70公里。最早興建的包括大埔公路及青山公路等，現在較重要的還包括西貢公路、荃錦公路、錦田公路、林錦公路、沙頭角公路及粉錦公路等。
在香港常見的車速限制，由高至低為每小時110公里、每小時100公里、每小時80公里、每小時70公里及每小時50公里，在屋邨內的道路亦有低至每小時5公里至每小時30公里。然而，根據《香港法例》第374章《道路交通條例》—第40條(5)和(5A)，中型貨車、重型貨車、巴士及由持有暫准駕駛執照的司機所駕駛之車輛，即使正行駛的道路之車速限制高於每小時70公里，車速也不可高於每小時70公里；而小巴之相關限制則為每小時80公里。

#### 幹線編號系統
鑒於原有幹線編號系統只按道路建成次序而編配，令駕駛者難以分辨，亦使道路沒有系統地編排。所以運輸署於2004年重新編配及公佈新的幹線編號系統。新系統把9條幹線分開3個類別：南北向、東西向及環迴。
- 南北向幹線

1、2及3號幹線，其編號次序是按所穿過的海底隧道的啟用日期先後而編訂。（依次序為：紅隧、東隧、西隧）
- 東西向幹線

4、5、7及8號幹線，是按其地理位置由南至北編號。
- 環迴幹線

把原有的1、2號幹線位於新界的部份，加上原5號幹線，重組成為一條環迴新界的幹線，9號幹線。
除此之外，亦有一條新建的10號幹線，並未包括在2004年的幹線編號系統內。

#### 幹線號碼
- 1號幹線：香港仔 ⇄ 火炭
- 2號幹線：鰂魚涌 ⇄ 馬料水
- 3號幹線：西營盤 ⇄ 元朗近新田公路
- 4號幹線：柴灣 ⇄ 堅尼地城
- 5號幹線：牛頭角 ⇄ 荃灣近屯門公路
- 6號幹線：西九龍 ⇄ 將軍澳（興建中）
- 7號幹線：葵涌呈祥道 ⇄ 將軍澳
- 8號幹線：赤鱲角 ⇄ 沙田
- 9號幹線：以城門隧道荃灣收費廣場作起點逆時針環迴新界
- 10號幹線：深圳灣口岸 ⇄ 屯門藍地

### 橋樑及隧道
香港主要由港九新界及230多個離島所組成，地勢方面也是山多平地少。要連接各個地方，則有賴橋樑及隧道。
截至2020年6月，路政署公佈香港共有1,369條行車天橋和橋樑、1,458條行人天橋及行人隧道。

#### 橋樑
以下為部分主要行車天橋：
- 港島區
  - 東區走廊：連接銅鑼灣至柴灣（4號幹線組成部份）
  - 堅拿道天橋：連接海底隧道 (香港)至香港仔隧道（1號幹線組成部份）
  - 干諾道西天橋：連接中環至西環（4號幹線組成部份）
  - 鴨脷洲大橋：連接鴨脷洲至香港仔
- 九龍區
  - 西九龍公路：連接新界的葵涌至西區海底隧道出入口（3號幹線組成部份）
  - 觀塘繞道：連接大老山隧道至鯉魚門道和東區海底隧道（2號幹線組成部份）
  - 東九龍走廊：連接土瓜灣（啟德隧道出入口）至紅磡（5號幹線組成部份）
  - 西九龍走廊：連接油麻地渡船街至荔枝角（5號幹線組成部份）
- 新界區
  - 昂船洲大橋 : 連接青衣東南部及昂船洲 (8號幹線組成部分)
  - 青馬大橋：連接青衣北部及馬灣（8號幹線組成部份）
  - 汲水門大橋：連接馬灣至北大嶼山（8號幹線組成部份）
  - 汀九橋：連接汀九至青衣北部（3號幹線組成部份）
  - 青衣大橋（青衣南橋）：連接葵涌貨櫃碼頭至青衣南部
  - 青荃橋（青衣北橋）：連接荃灣至青衣北部
  - 長青橋：連接葵涌至青衣南部的長青隧道（3號幹線組成部份）
  - 深圳灣公路大橋（即深港西部通道）：連接港深西部公路至深圳灣口岸（10號幹線組成部份）
  - 港深西部公路：連接深港西部通道至屯門藍地（10號幹線組成部份）
  - 港珠澳大橋香港連接路：連接港珠澳大橋至港珠澳大橋香港口岸

#### 隧道
截至2022年12月，路政署公佈香港共有21條主要的行車隧道。
1. ：管道一及二分別於1967年及1978年通車，連接沙田大圍至九龍塘（1號幹線組成部份）
2. 海底隧道：1972年通車，連接紅磡至銅鑼灣（1號幹線組成部份）
3. 香港仔隧道：1982年通車，連接跑馬地至香港仔（1號幹線組成部份）
4. 啟德隧道：1982年通車，連接土瓜灣至九龍灣（5號幹線組成部份）
5. 東區海底隧道：1989年通車，連接觀塘至鰂魚涌（2號幹線組成部份）
6. 城門隧道：1990年通車，連接荃灣至沙田大圍（9號幹線組成部份）
7. 將軍澳隧道：1990年通車，連接觀塘至將軍澳（7號幹線組成部份）
8. 大老山隧道：1991年通車，連接沙田至新蒲崗（2號幹線組成部份）
9. 西區海底隧道：1997年通車，連接西九龍至西環（3號幹線組成部份）
10. 長青隧道：1997年通車，連接青衣東部至西部（3號幹線組成部份）
11. 大欖隧道：1998年通車，連接錦田至汀九（3號幹線組成部份）
12. 尖山隧道：2008年通車，連接長沙灣至沙田嶺（8號幹線組成部份）
13. 沙田嶺隧道：2008年通車，連接沙田嶺至沙田大圍（8號幹線組成部份）
14. 大圍隧道：2008年通車（8號幹線組成部份）
15. 南灣隧道：於2008年昂船洲大橋落成後一併通車（8號幹線組成部份）
16. 機場隧道：於2018年通車，為香港國際機場最短隧道的單程道路，是港珠澳大橋香港連接路的一部分
17. 觀景山隧道：於2018年通車，為港珠澳大橋香港連接路的一部分
18. 中環及灣仔繞道隧道：於2019年通車，連接中環至北角（4號幹線組成部份）
19. 龍山隧道：於2019年通車，連接九龍坑至沙頭角公路，屬香園圍公路的一部分
20. 長山隧道：於2019年通車，連接沙頭角公路至坪輋，屬香園圍公路的一部分
21. 屯門—赤鱲角隧道：於2020年通車，連接屯門望后石至港珠澳大橋香港口岸
22. 將軍澳—藍田隧道：於2022年通車，連接將軍澳至茶果嶺（6號幹線組成部份）

其他行車隧道
- 愉景灣隧道：2000年通車，連接小蠔灣至愉景灣，是香港唯一一條私人行車隧道。

## 道路種類列表
- 道（Road，Drive，Avenue，Boulevard）：正路，有大有小；
- 街（Street）：正路，有大有小；
- 路（Avenue，Road，Drive）：正路，有大有小；
- 巷（Lane，Pathway）：相對窄的小路；
- 徑（Path，Drive，Avenue，Close，Lane，Way，Walk）：有大有小；
- 里（Lane，Path）：相對窄的小路；
- 圍（Court，Circuit）：一條路圓形圍著一個地方；
- 坊（Square，Crescent，Circle，Place）：一條路方形圍著一個地方；
- 廣場（Square，Place）；
- 公路（Highway，Road）；
- 臺（Terrace）；
- 大道（Boulevard，Avenue，Road）：相對大的正路；

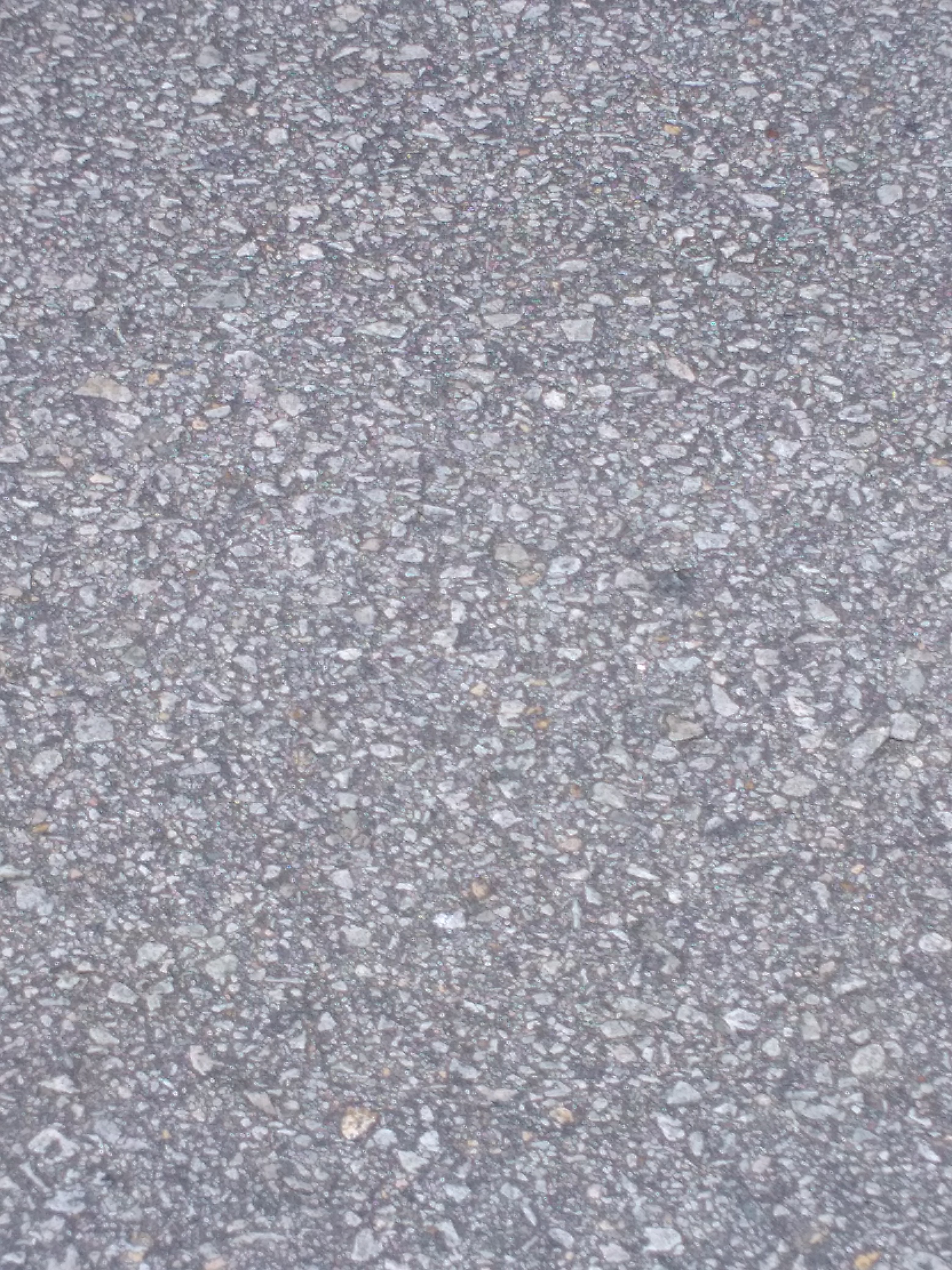
香港常见的柏油路

- 大街（Main Street）；
- 橋，大橋（Bridge）；
- 隧道（Tunnel）；
- 走廊（Corridor）；
- 繞道（Bypass）；
- 交匯處（Interchange）；
- 海旁（Praya）。

## 道路監察

### 運輸署道路交通監控閉路電視系統
運輸署在各主要道路設閉路電視系統，監察各主要道路使用情況。當中亦分別有不同用途，有用作發放交通資訊予公眾的（全港約180個，分佈在港九新界 （页面存档备份，存于）各主要道路上，並可供市民在運輸署網站查閱）；其他則用作交通燈路口控制及緊急事故處理等。

## 街道之最
- 香港最斜街道：正街，比例為一比四。
- 香港最長街道：青山公路，全長54公里。
- 香港最短街道：沙田樂葵徑，全長12米。
- 香港最新街道：大嶼山貴東路、朗東路、曉東路、錦東街、兆東街、孝東街、彩東里、善東里、仁東里，刊憲日期為2025年7月25日。[11]
- 香港最舊街道：水坑口街，根據市政局於1992年出版的《香港街道命名考源》，香港開埠以來的第一條街道於1841年時開闢，英文名為「Possession Street」，中文名最初直接音譯為「波些臣街」，後改稱為「水坑口街」。[12][13]

## 外部連結
- 路政署：現有的道路及鐵路網 （页面存档备份，存于）
- 香港地方：道路及鐵路－索引 （页面存档备份，存于）
- 香港地方：道路構築物 （页面存档备份，存于）
- 香港地方：香港道路之最 （页面存档备份，存于）
- 香港地方：未來道路建設 （页面存档备份，存于）
- 運輸署：主要幹線及出口編號系統 （页面存档备份，存于）
- 香港地方：香港幹線公路(一) （页面存档备份，存于）
- 香港地方：香港幹線公路(二) （页面存档备份，存于）